# Rinorea oliveri
Rinorea oliveri là một loài thực vật có hoa trong họ Hoa tím. Loài này được T.Durand & Schinz miêu tả khoa học đầu tiên năm 1898.